# 塞尔焦·费拉拉
塞尔焦·费拉拉（義大利語：Sergio Ferrara，1945年5月2日—），意大利理论物理学家，研究领域为基本粒子物理和数学物理。他是欧洲核子研究中心的荣誉退休员工和加州大学洛杉矶分校的教授。

## 榮譽
他获得了ICTP狄拉克奖章（1993年），恩里科·费米奖（2005年），丹尼·海涅曼数学物理奖（2006年）等奖项。